# 리틀 컴퓨터 피플
《리틀 컴퓨터 피플》(Little Computer People, House-on-a-Disk)은 액티비전이 1985년에 출시한 생활 시뮬레이션 게임의 하나로, 코모도어 64, Sinclair ZX Spectrum, 암스트래드 CPC, 아타리 ST, 애플 II용으로 출시되었다. 아미가 버전은 1987년에 출시되었다. 또, 2개의 일본판이 1987년에 출시되었는데, 하나는 스퀘어의 자회사 DOG에 의해 일본에 출시된 패미컴 디스크 시스템 버전, 다른 하나는 NEC PC-8801 버전이다.

## 유산
이 게임은 1986년 골든 조이스틱 어워드에서 당해 최고의 오리지널 게임으로 투표되었다.
심즈의 디자이너 윌 라이트는 리틀 컴퓨터 피플을 플레이하면서 디자이너 리치 골드(Rich Gold)로부터 심즈의 소중한 피드백을 받았다고 언급하였다.